# Louie Caporusso
Luigi „Louie“ Caporusso (* 21. Juni 1989 in Toronto, Ontario) ist ein kanadischer Eishockeyspieler, der seit 2021 für die Cincinnati Cyclones in der ECHL spielt. Zuvor lief der linke Flügelstürmer unter anderem bereits für die Augsburger Panther und Iserlohn Roosters in der Deutschen Eishockey Liga auf.

## Karriere
Louie Caporusso begann in seiner Heimatstadt Toronto mit dem Eishockeyspielen. In der Saison 2004/05 spielte er für die Toronto Red Wings in der Greater Toronto Hockey League (GTHL). Dort wurde er mit 70 Punkten in 56 Spielen bester Scorer der Liga. Im nächsten Jahr wechselte er zu den St. Michael’s Buzzers in die Ontario Provincial Junior Hockey League. Dort gewann er mit seinem Team die Meisterschaft. In der Saison 2006/07 gehörte er wie im Vorjahr zu den besten Spielern seiner Mannschaft. Beim NHL Entry Draft 2007 wurde er in der dritten Runde an 90. Stelle von den Ottawa Senators ausgewählt. 

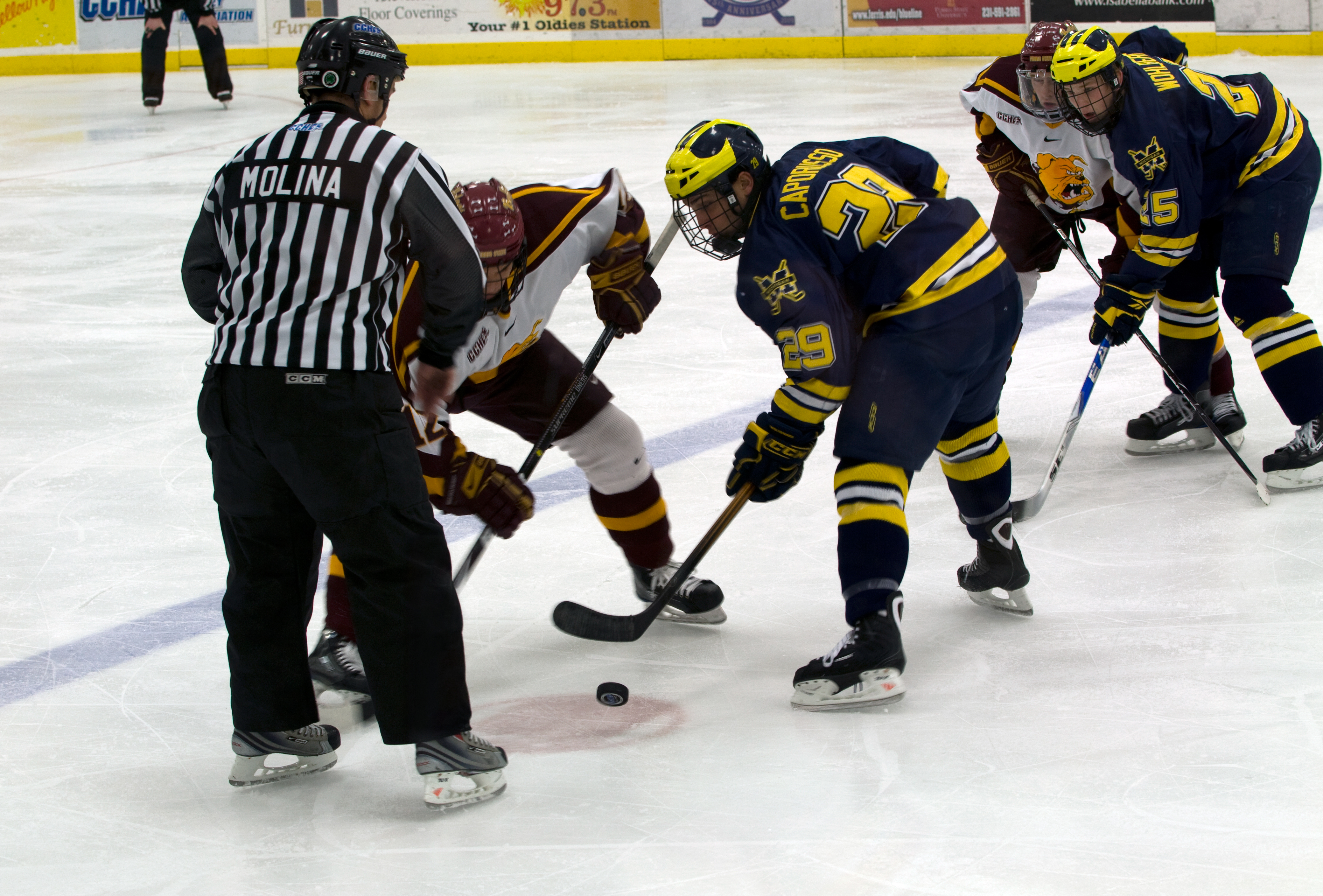
Caporusso in einem Spiel für die University of Michigan gegen die Ferris State University

Anschließend spielte er für die Michigan Wolverines genannte Mannschaft der University of Michigan, mit der er 2008 die Meisterschaft der Central Collegiate Hockey Association gewann. In der Saison 2008/09 war er einer der Leistungsträger seiner Mannschaft und erzielte 49 Punkte in 41 Spielen. Für seine Leistungen erhielt er zahlreiche Auszeichnungen, darunter eine Nominierung für den Hobey Baker Memorial Award. Im nächsten Jahr gewann Caporusso mit den Wolverines erneut die Meisterschaft der CCHA. In der NCAA-Serie um die landesweite Meisterschaft unterlag man im Viertelfinale. In seinem letzten Jahr war er einer der Assistenzkapitäne und schloss die reguläre Saison mit seiner Mannschaft als Punktbester ab. Zudem spielte er vor über 100.000 Zuschauern beim damaligen Weltrekordspiel „The Big Chill at the Big House“. In den Playoffs der CCHA wurde man Dritter und konnte sich erneut für die NCAA-Serie qualifizieren. Dort erreichte Caporusso mit seinem Team im Frozen Four-Finalturnier das Endspiel, welches nach Verlängerung gegen die University of Minnesota Duluth verloren wurde.
Am 30. Mai 2011 unterschrieb er seinen ersten Profivertrag, als er von den Ottawa Senators einen Entry Level Contract über zwei Jahre erhielt. Nach seiner Teilnahme am Trainingscamp der Senators wurde er zu den Farmteams geschickt. Caporusso spielte in der Saison 2011/12 und 2012/13 in der American Hockey League für die Binghamton Senators und in der ECHL für die Elmira Jackals. Während er in der ECHL seine Leistungen aus der Collegezeit bestätigen konnte, hatte er in der AHL Probleme sich zu etablieren. Nach Ablauf seines Vertrages erhielt Caporusso kein neuen Angebot der Senators. Daher unterschrieb er im August 2013 bei den Reading Royals aus der ECHL. Bis zum Ende des Jahres erzielte er dort 28 Punkte in 24 Spielen.
Im Januar 2014 wechselte er in die Deutsche Eishockey Liga zu den Augsburger Panthern. Nach 21 Punkten in 19 Spielen verlängerte er dort im März 2014 seinen Vertrag um ein Jahr. In der Saison 2014/15 wurde er mit 38 Punkten in 47 Spielen Topscorer der Panther. Im Juni 2015 wechselte er zum Ligakonkurrenten Iserlohn Roosters. Dort verlängerte er seinen Vertrag im Januar 2016 um ein Jahr und wurde ebenfalls Topscorer seiner Mannschaft. Nach zwei Jahren in Iserlohn wechselte Caporusso zur Saison 2017/18 zu Brynäs IF in die Svenska Hockeyligan, wo er seinen Vertrag nach sieben Spielen ohne einen einzigen Torerfolg allerdings schnell wieder auflöste. Im November 2017 kehrte er zu den Iserlohn Roosters zurück. Durch zwei Verletzungen fiel er im Folgenden jedoch mehrere Monate aus und konnte in der Saison 2017/18 nur 25 Spiele absolvieren.
Caporusso wechselte nach Italien, in das Heimatland seiner Eltern, wo er bei Asiago Hockey einen Vertrag für die Spielzeit 2019/20 erhielt und die italienische Meisterschaft feiern konnte. Nach einem vertragslosen Jahr in der Saison 2021/22, die inmitten der COVID-19-Pandemie vielerorts ohnehin von nur unzuverlässigem Spielbetrieb geprägt war, feierte er im Herbst 2021 sein Comeback bei den Cincinnati Cyclones in der ECHL. Mit einer Quote von etwa einem Punkt pro Spiel konnte er dort an seine Leistungen aus den frühen 2010er Jahren anknüpfen.

## Erfolge und Auszeichnungen
| - 2006 OPJHL-Meisterschaft mit den St. Michael’s Buzzers - 2007 OPJHL All-Star Team - 2008 Mason-Cup-Gewinn mit der University of Michigan - 2009 CCHA First All-Star Team - 2009 CCHA All-Tournament Team | - 2009 NCAA West First All-American Team - 2009 Nominierung für den Hobey Baker Memorial Award - 2010 Mason-Cup-Gewinn mit der University of Michigan - 2010 CCHA All-Tournament Team - 2020 Italienischer Meister mit Asiago Hockey |

## Karrierestatistik
Stand: Ende der Saison 2023/24
(Legende zur Spielerstatistik: Sp oder GP = absolvierte Spiele; T oder G = erzielte Tore; V oder A = erzielte Assists; Pkt oder Pts = erzielte Scorerpunkte; SM oder PIM = erhaltene Strafminuten; +/− = Plus/Minus-Bilanz; PP = erzielte Überzahltore; SH = erzielte Unterzahltore; GW = erzielte Siegtore; 1 Play-downs/Relegation; Kursiv: Statistik nicht vollständig)